# Collotheca libera
Collotheca libera is een raderdiertjessoort uit de familie Collothecidae. De wetenschappelijke naam van deze soort is voor het eerst geldig gepubliceerd in 1894 door Zacharias.